# 三硒化二锑
三硒化二锑是一种无机化合物，化学式为Sb2Se3。它在自然界以硫化物矿石硒锑矿存在，晶体结构属于正交晶系。 这种化合物中，锑的氧化态为+3而硒为-2，但实际上这种物质中成键具有明显的共价性，导致它与有关材料显黑色并也具有半导体性质。
它可以由金属锑与硒直接反应制得。